# 门头沟区
门头沟区是中华人民共和国北京市市辖区。是一个整体较为贫困，发达地区占比低的山区。位於北京城區正西，東部與海淀區、石景山區為鄰，南部與房山區、豐台區相連，西部與涿鹿縣、淶水縣交界，北部與昌平區、河北省懷來縣接壤。區人民政府駐新橋大街36號。

## 地理概况
古有“东望都邑，西走塞上而通大漠”的说法。
全区南北长34公里，东西长62公里，总面积1455平方公里。
区内主要是太行山餘脉，其中山地面积占98.5%，平原面积占1.5%。
因高低落差明显，区内植被有垂直分布现象。
境内有永定河，流长100公里。
东灵山海拔2303米，为全区最高峰，同时也是北京市最高峰。

## 行政区划
2015年，门头沟区下辖4个街道办事处、3个地区办事处，6个镇：
大峪街道、城子街道、东辛房街道、大台街道、王平地区、永定地区、龙泉地区、潭柘寺镇、军庄镇、雁翅镇、斋堂镇、清水镇和妙峰山镇。
门城地区（龙泉镇）及与之辖域重叠的大峪街道、城子街道、东辛房街道为门头沟区的主城区，区政府位于大峪街道，门头沟镇位于东辛房街道圈门社区。

## 历史
门头沟区地处北京西部山区，历史最早可以追述到一万多年前，新石器时代有“东胡林人”在此活跃。约1万年前，东胡林人离开了祖先洞居的巢穴，来到门头沟区清水河谷东胡林黄土台地居住、生活、繁衍。燕昭王二十九年（公元前283年）设上谷、渔阳、右北平、辽西、辽东五郡，今区境分属上谷、渔阳二郡。此后，区境的隶属行政建制屡经变迁，直到1958年5月定名由门城、永定、潭柘寺、军庄四镇成立门头沟人民公社至今。 
民国末年，门头沟村成为镇建置（今东辛房街道圈门社区和龙泉镇门头口村）；共和国初年，宛平县门头沟镇与城子镇（驻今城子街道和龙泉镇城子村）合并为门城镇（今龙泉镇），并逐渐形成以时大峪村（今大峪街道和龙泉镇大峪村）为核心的门头沟主城区。

## 人口
门头沟区第七次全国人口普查结果，截至2020年11月1日零时，全区常住人口为392606人，与2010年第六次全国人口普查的290476人相比，增加102130人，增长35.2%，年平均增长3.1%。

## 政治
| 机构     | · 中国共产党 · 北京市门头沟区委员会 · 书记 | 北京市门头沟区人民代表大会 常务委员会 主任 | 北京市门头沟区人民政府 区长 | · 中国人民政治协商会议 · 北京市门头沟区委员会 · 主席 |
| -------- | ------------------------------------------ | ------------------------------------------ | --------------------------- | ---------------------------------------------------- |
| 姓名     | 喻华锋                                     | 张维刚                                     | 吕晨飞                      | 刘贵明                                               |
| 民族     | 汉族                                       | 汉族                                       | 汉族                        | 汉族                                                 |
| 籍贯     | 湖北省京山市                               | 天津市                                     | 浙江省杭州市                | 河北省三河市                                         |
| 出生日期 | 1975年11月（49歲）                         | 1964年8月（60歲）                          | 1978年3月（47歲）           | 1968年10月（56歲）                                   |
| 就任日期 | 2023年3月                                  | 2021年1月                                  | 2023年3月                   | 2021年12月                                           |

## 旅游

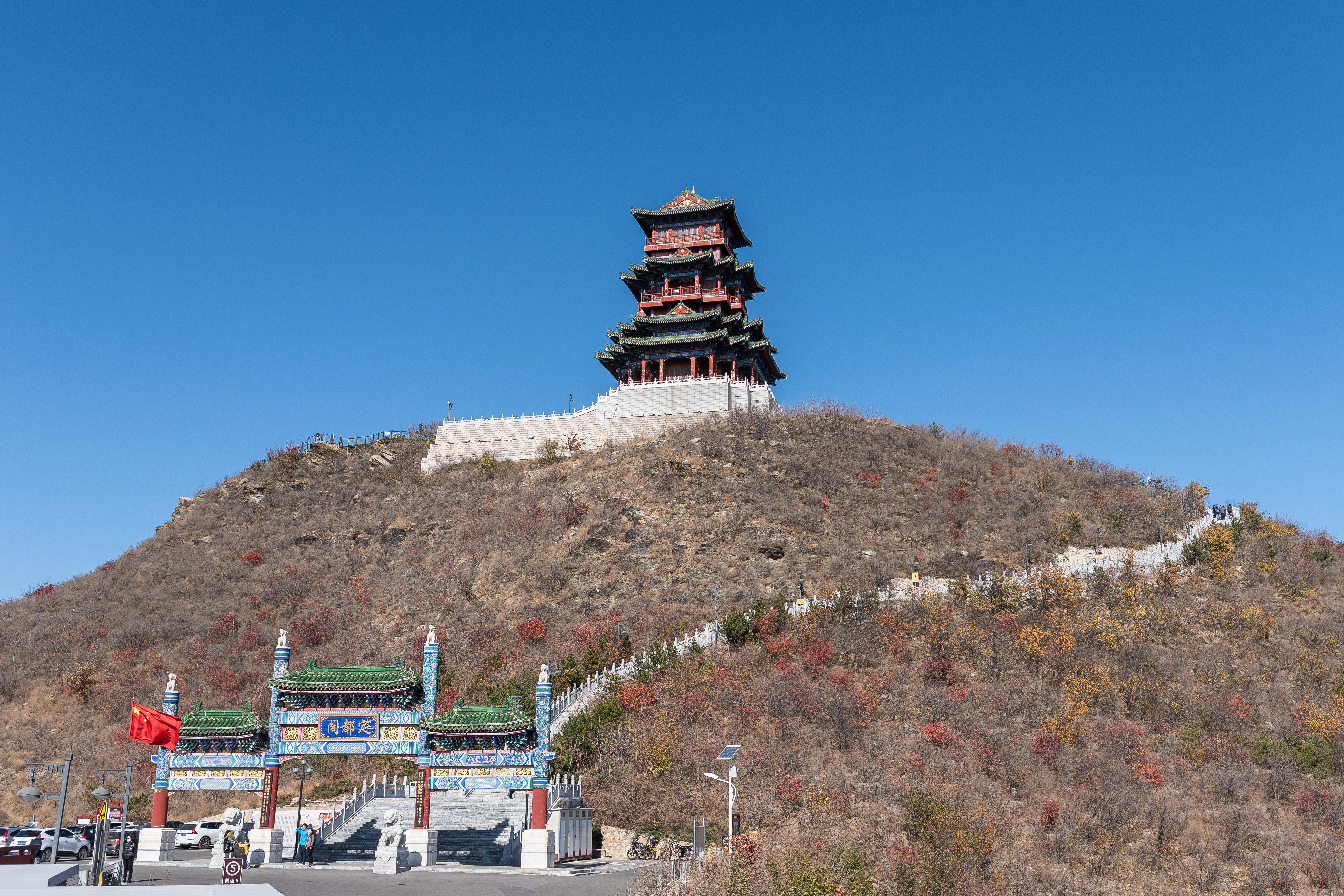
2012年建成的定都阁

- 东灵山
- 百花山
- 潭柘寺
- 戒台寺
- 妙峰山
- 黄草梁
- 龙门涧
- 沿河城
- 十八潭
- 樱桃沟
- 爨底下

## 交通

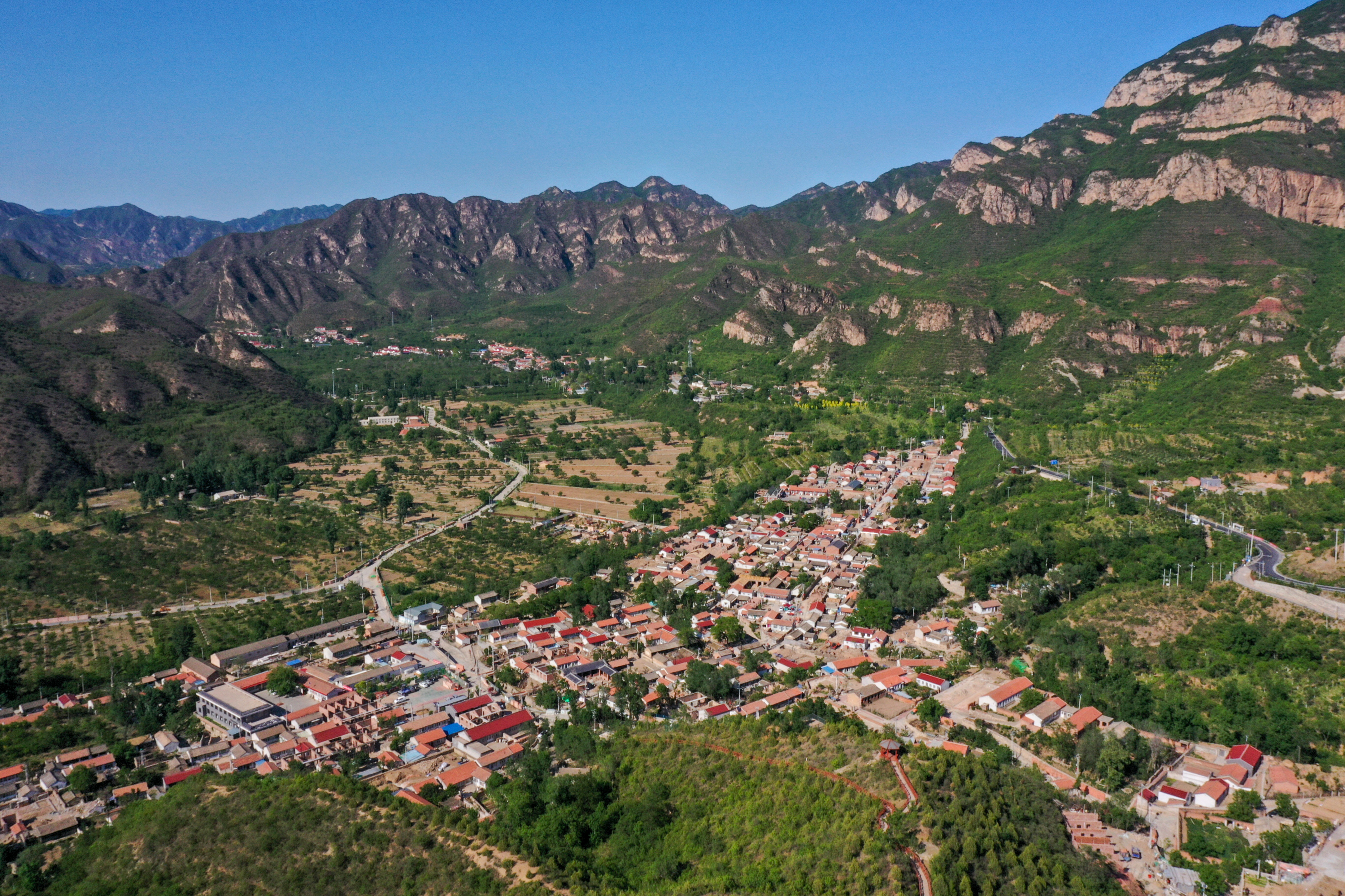
G234国道旁的大村

### 公路
- 109国道、 234国道过境。

### 轨道交通
北京地铁的 █ S1线（已开通）和 █ 18号线（规划）经过门头沟区，两线在上岸站进行换乘。

## 贫困问题
门头沟由于山区面积广大，拥有沟垄等300多条，山地与沟谷交替出现，因此导致地理交通不便，以及由于门头沟距北京市区较远等原因，一直受贫困问题的困扰。
2020年之前，门头沟是一座资源型产出城市，由于其拥有大量且多种类的矿藏，包括煤，石灰石，铜，铁等，因此主要开采矿物，特别是煤矿和石灰石。
由于北京市政府希望有效的治理环境问题，因此门头沟的煤矿被要求关闭，采矿业严重受挫。从1998年开始，门头沟区关闭了270多家煤矿和500多家非法进行矿物加工的工厂；2020年，随着千军台矿被关闭，门头沟的产煤业彻底终结。在这段时间内的2005年，北京政府希望门头沟作为一个服务于北京市的“生态涵养区”而存在。由于上述原因，门头沟区的经济情况骤降。这使得贫困问题雪上加霜。仅仅在2019年一年，门头沟区的工业产值就下降了30%以上；同时本应存在的替代产业，如第三产业，服务业和工农业也没有及时衔接。媒体报道称“矿山废弃了......忙碌与繁华不见踪影......。”

### 扶贫措施
门头沟区试图大力发展经济。《北京日报》声称门头沟主要通过积极疏散非首都功能，严禁违规建设，与其他地区特别是河北的蔚县等合作，承接阜外医院建设门头沟研究所，严禁破坏文物，对永定河进行生态防控和发展高新技术产业的方向出现了成就。